# Abbazia di Scheyern

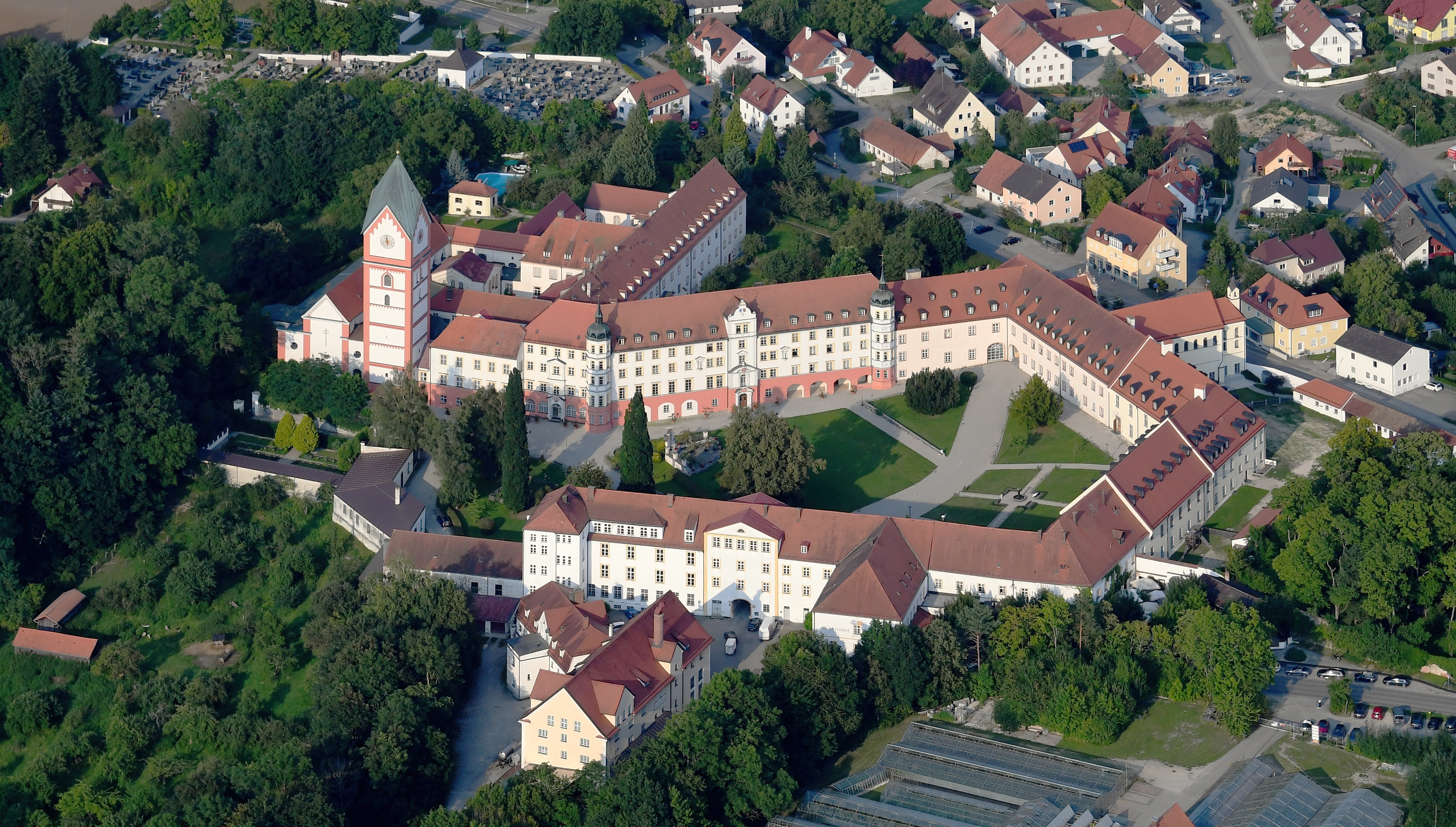
Vista dall'alto

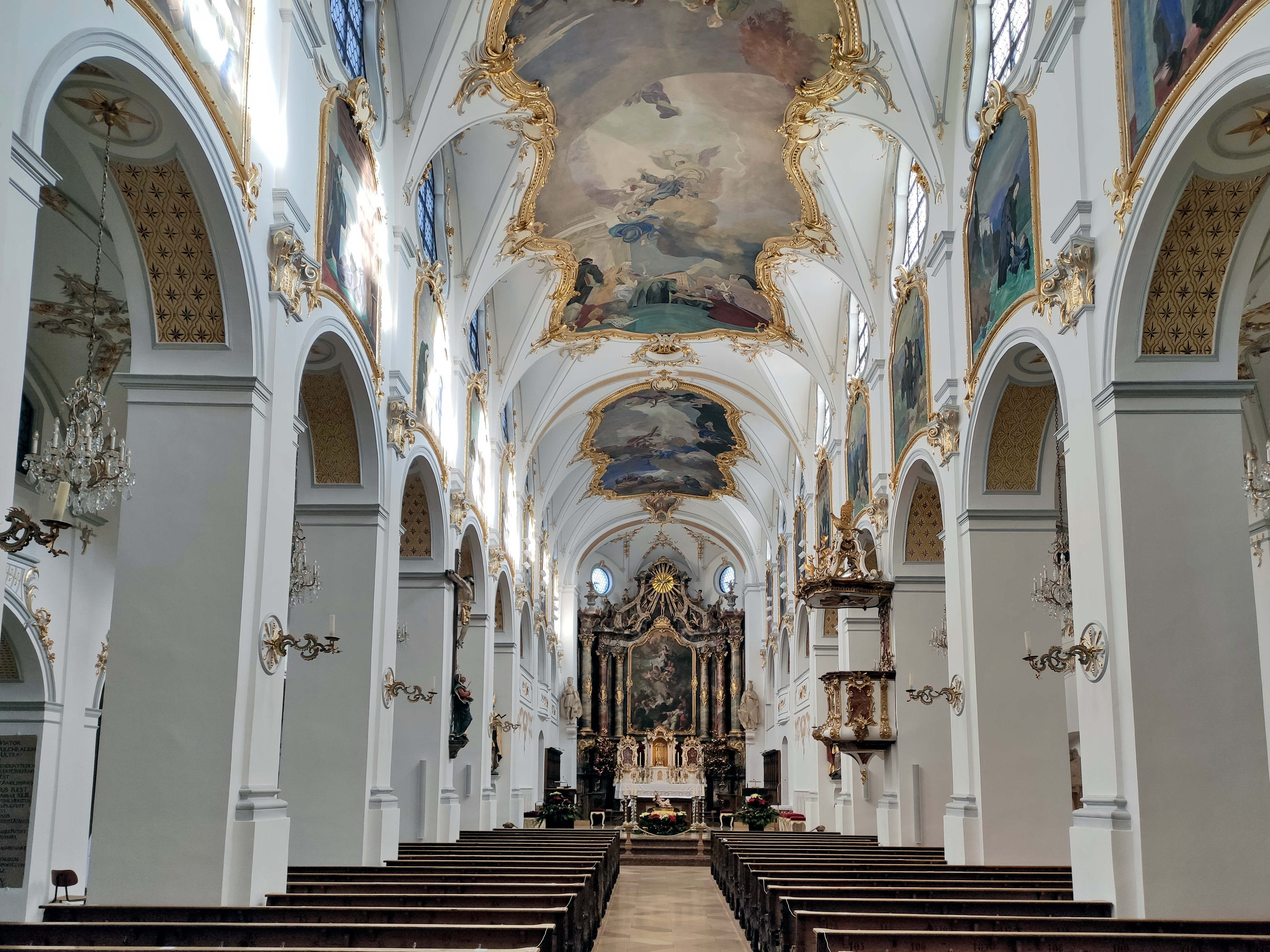
L'interno della basilica

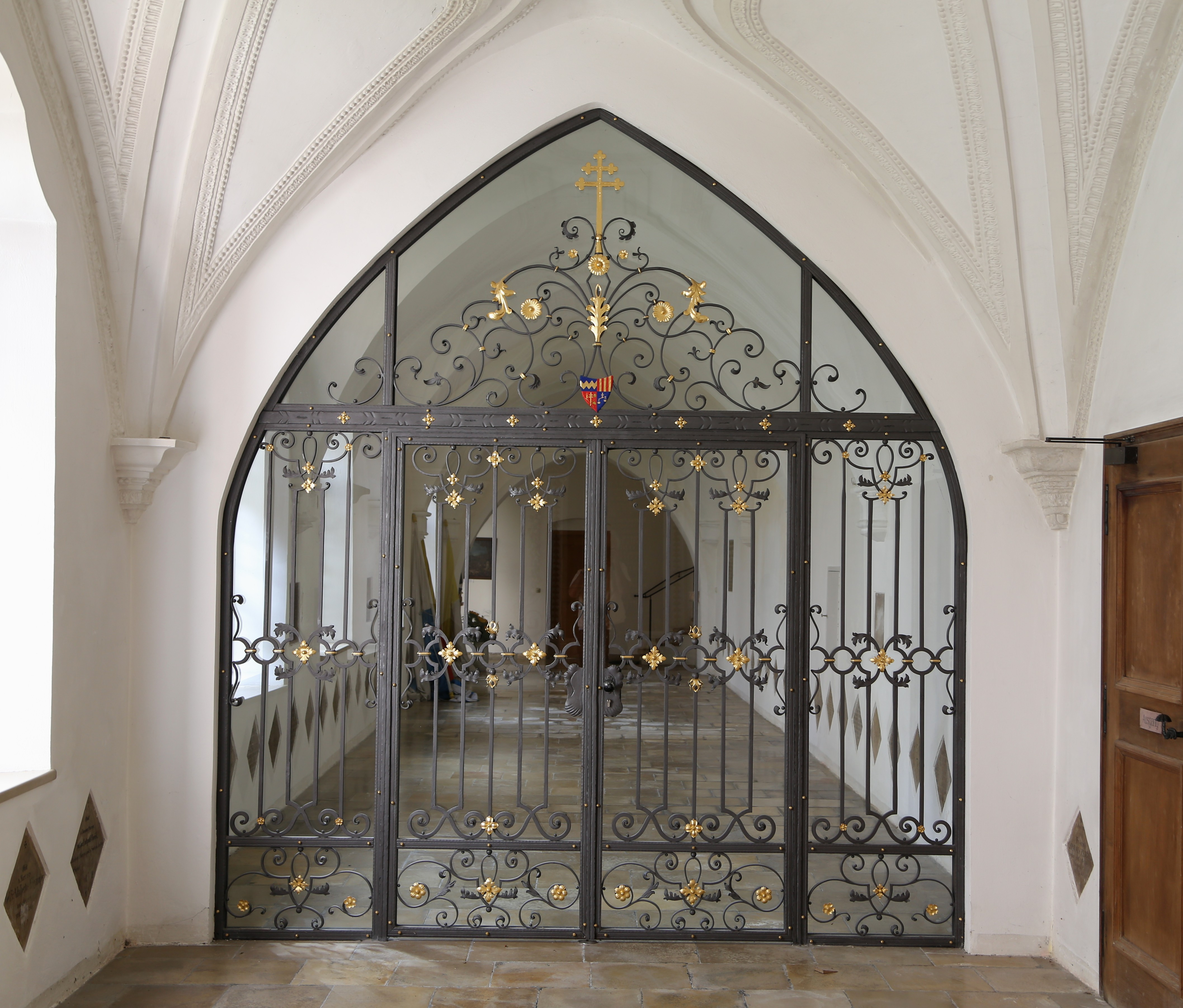
L'accesso al chiostro

L'abbazia di Scheyern (in latino Abbatia stae. Mariae Virginis in coelum assumptae Schryrae) è un monastero benedettino situato a Scheyern, in Baviera, Germania.

## Storia
La fondazione risale al 1076 (o 1077) quando la contessa Haziga, vedova del conte Ottone II di Scheyern, destinò una porzione di bosco nei pressi di Bayrischzell alla creazione di una cella monastica. Dall'abbazia benedettina di Hirsau vennero inviati 12 frati per la creazione del convento. Nel 1087 il convento si trasferì a Fischbachau, di questo periodo rimane la chiesa di San Martino (1096). Un ulteriore trasferimento a Petersberg, nei pressi di Dachau, avvenne nel 1104. Nel 1119 Ottone V, che da poco si era trasferito nel nuovo castello di Wittelsbach e aveva assunto il suffisso von Wittelsbach trasformò il suo castello a Scheyern in un convento con lo scopo di farne la sede delle sepolture del casato.
La planimetria del complesso ricalca lo schema di Hirsau rintracciabile ancora nel quadrilatero del chiostro, una parte del castello venne demolita per orientare il complesso verso est e fare in modo che la chiesa capitolare con le sepolture Wittelsbach si trovasse nei pressi dell'originaria cappella del castello nella quale ebbe luogo nel 996 il fidanzamento tra il sovrano d'Ungheria Stefano I e Gisella di Baviera (980 - 1055), figlia di Enrico II di Baviera e sorella dell'Imperatore del Sacro Romano Impero Enrico II il Santo (973-1024).
Nel 1144 venne costruita la chiesa di San Martino nell'area in cui ora si trova il cimitero, nel 1171 e poi ancora nel 1183 il complesso venne gravemente danneggiato da incendi. L'abate Baldemar fece riedificare il complesso in pietra, nello stesso periodo venne donata da Corrado III di Dachau la reliquia della croce.
La basilica, intitolata alla Santa Croce e all'Assunzione di Maria (Heilig Kreuz und Mariä Himmelfahrt), venne consacrata nel 1215, in seguito furono aggiunte delle cappelle, l'aggiunta della torre campanaria risale al periodo 1226-1259 venne innalzata di un piano in epoca gotica, allo stesso periodo risale l'altare maggiore e la costruzione della sacrestia ricavata dalla demolizione di una delle tre absidi.
Nel periodo 1548-1558 venne ristrutturata la chiesa capitolare di San Giovanni (Johanneskirche), nel decennio successivo la basilica venne allungata di circa 7 metri e venne costruita la cappella di Santa Elisabetta che mantiene tuttora il suo aspetto gotico, uno fra i pochi edifici gotici in Baviera.
Nel 1697 venne rifatta la sacrestia mantenendo il preesistente soffitto a cassettoni. Il campanile, colpito da un fulmine nel 1656, fu rifatto a lanterna e nel 1738 venne iniziata la cappella della croce in cui è custodita la reliquia. Tra il 1734 e il 1757 fu completato l'allestimento, tuttora in essere, della biblioteca. 
Tra il 1768 e il 1770 la basilica venne completamente rimaneggiata in stile rococò, con il prolungamento della navata centrale, la modifica della forma delle finestre e nuovi arredi.
Nell'ambito della secolarizzazione del 1803 fu demolita la chiesa di San Martino e la basilica divenne chiesa parrocchiale, il complesso cambiò diverse volte di proprietà e mentre la chiesa venne ben mantenuta gli altri edifici del complesso andarono incontro ad una rapida decadenza fino a quando il sovrano Ludovico I non ne ottenne la proprietà. Nel maggio del 1838 rientrarono nel complessi frati benedettini dell'Abbazia di Metten e dal 1842 Scheyern tornò ad essere un'abbazia. L'anno successivo la terminazione della torre campanaria fu sostituita con l'attuale copertura di foggia neoromanica.
Tra il 1876 e il 1878 la basilica subì un nuovo intervento in stile neoromanico, la lunghezza delle navate venne parificata e vennero rimossi molti degli elementi rococò che per contro furono reintrodotti in un ulteriore rimaneggiamento del 1924. In epoca nazionalsocialista l'abbazia rischiò la chiusura, fu chiusa la scuola ma al suo posto fu fondato nel 1939 l'Istituto bizantino (Byzantinische Institut) dedicato allo studio e la critica delle opere di Giovanni Damasceno.
Durante il secondo conflitto mondiale ripararono a Scheyern i frati delle abbazia di Kremsmünster e Sankt Ottilien, nell'abbazia furono messe in sicurezza le collezioni della Gliptoteca e della Staatliche Graphische Sammlung München nonché la raccolta di manoscritti della Bayerische Staatsbibliothek (biblioteca statale di Baviera) e la collezione di porcellane della Porzellanmanufaktur Nymphenburg.
Dal 1946 riaprì il liceo e nel 1976 aprì una scuola professionale con convitto.
Il convento ospitava anche numerose attività economiche tra cui una rilegatura di libri, una lavanderia, un birrificio, una macelleria, un'apicoltura, una falegnameria ed una locanda che nel corso degli anni '90 del XX secolo vennero progressivamente chiuse. Dall'inizio del XXI secolo molte di queste furono riaperte in versione rimodernata e sostenibile. Il birrificio, gestito dal 1950 da un birrificio di Augusta, dal 2006 è di nuovo interno all'abbazia e i terreni circostanti dal 2016 sono nuovamente gestiti dall'abbazia secondo severi criteri di agricoltura biologica. Macelleria, distilleria e caseificio convenutuale si occupano della lavorazione dei prodotti. L'abbazia e le sue attività produttive sono alimentate tramite un impianto fotovoltaico e una centrale a biomasse.
Il birrificio dell'abbazia, in funzione dal 1119 è il terzo birrificio abbaziale più antico della Germania.

## Sepolture Wittelsbach

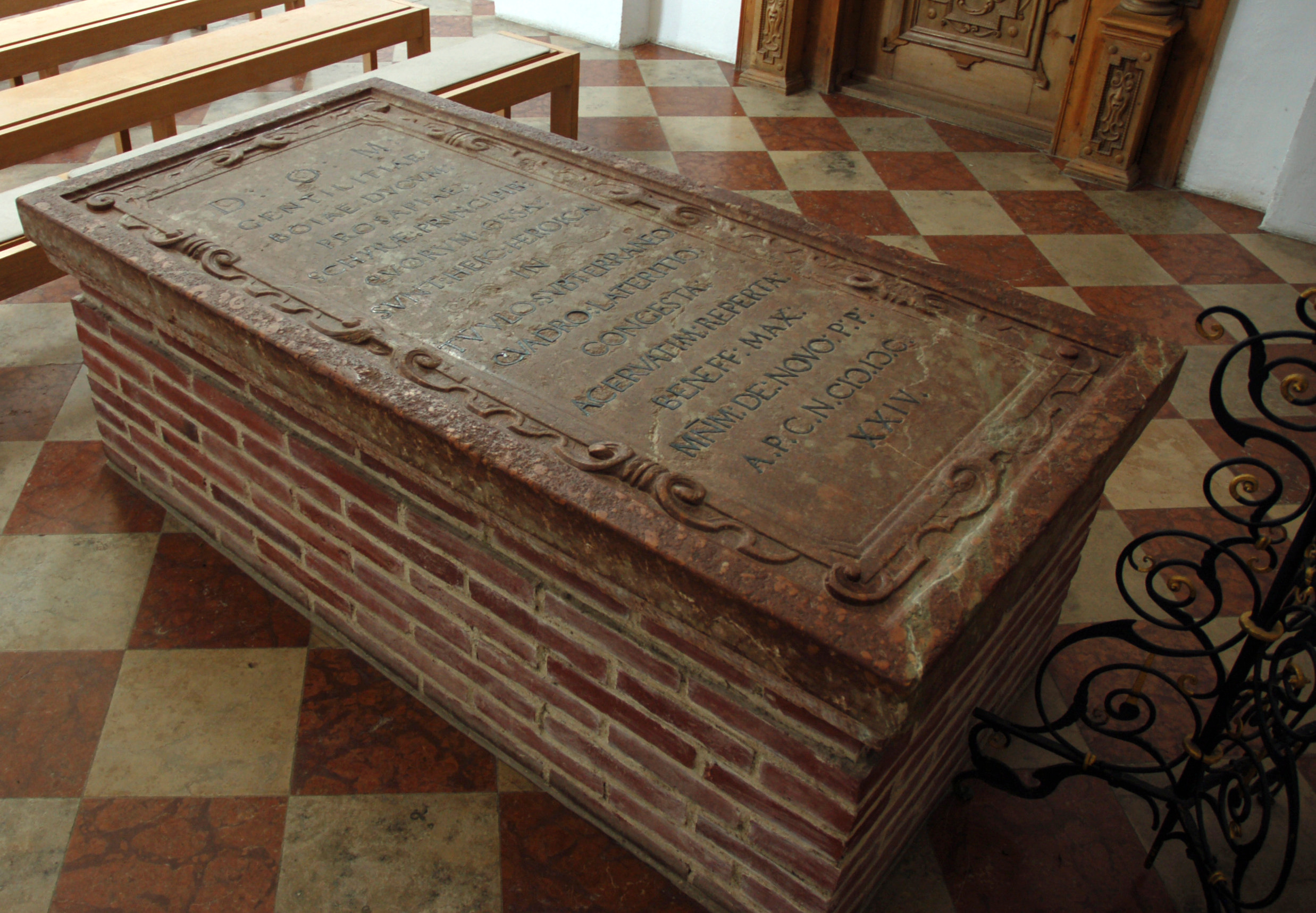
Sepolcro Wittelsbach

Nella cappella del coro della chiesa di San Giovanni (Johanneskirche), un tempo chiesa del castello, si trovano le più antiche sepolture del casato di Wittelsbach fino al 1254. Più volte riallocate, nel 1967/67 furono messe tutte in un unico sarcofago coperto con una targa di inizio XVII secolo. Vi si trovano i resti dei seguenti membri del casato:
- Ottone I (Duca di Baviera, 1117–1183),
- Agnese di Loon (Moglie di Ottone I, 1150–1191),
- Ottone (Figlio di Ottone I, 1169–1181),
- Ludovico I di Baviera (Duca di Baviera, figlio di Ottone I, 1173–1231),
- Ottone II (Duca di Baviera, figlio di Ludovio I, 1206–1253),
- Agnese del Palatinato (Moglie di Ottone II, 1201–1267).